# Ninja Thyberg
Ninja Maria Thyberg, född 12 oktober 1984, är en svensk filmskapare. Hon har sedan 2010 producerat ett antal kortfilmer, ofta runt teman som sexualitet, makt och gruppdynamik.
2015 års Girls & Boys är fritt inspirerad av den feministiska boksatiren Egalias döttrar. 2013 års kortfilm Pleasure och långfilmen från 2021 med samma namn är fiktiva men realistiska berättelser som vill beskriva pornografin ur nya perspektiv.

## Biografi och filmskapande

### Bakgrund och tidiga filmer
Ninja Thyberg växte upp i Göteborg. I ungdomen studerade hon på Waldorfskola och hon sysslade med dans och diverse andra skapande aktiviteter. Under gymnasietiden på Schillerska gymnasiet (fram till 2004) upptäckte hon fotografi och – under det tredje studieåret – film. Hon såg där filmen som en kombination av sina intressen för bild och dans och bestämde sig för en framtid som filmskapare. Ninja Thybergs mor är utbildad konstnär.
Thyberg studerade åren 2012–2015 på filmregilinjen vid Stockholms dramatiska högskola. Hon har tidigare gått Fridhems folkhögskolas 2-åriga filmutbildning (2009–2011), studerat genusvetenskap och filmvetenskap vid Göteborgs universitet och läst en manusutbildning på Broby grafiska. Via sina studier universitetsstudier i filmvetenskap upptäckte Thyberg hur film kan användas politiskt, för att peka på samhällsfrågor och problem.
Ninja Thybergs filmer kretsar kring teman som kropp, makt, sexualitet och gruppdynamik. Hon har verkat som bland annat manusförfattare, regissör, produktionsledare, producent och varit verksam inom Film i Skånes och Film i Västs talangsatsning F-starter. Hon har även samarbetat med produktionsbolaget Way Creative och gjort en radioteaterversion av sin kortfilm Afro från 2012. I den filmen tog Thyberg upp ämnet rasism.
År 2012 vann hon även det nyinstiftade priset New Talent Award, vid Pixel-festival i Lund. Priset bestod av totalt 300 000 kronor i produktionsstöd.

### Tonårsflickors identitetsskapande
Bland Thybergs många kortfilmer på temat unga kvinnor och identitetsskapande finns 2014 års Hot Chicks, som uppmärksammades på det årets Stockholms filmfestival. 2015 års Catwalk handlar om unga flickors skapande av sin identitet, om kläder och om makt. Den tilldelades 2015 Region Skånes kortfilmspris och vann även Student Visionary Award på New Yorks Tribeca-festival.
Senare samma år kom Girls & Boys, fritt baserad på Gerd Brantenbergs feministiska satir Egalias döttrar. I likhet med Brantenbergs bok vänder filmen på perspektiven, och den visar upp en ungdomsvärld där flickor är de dominerande gestalterna och pojkarna de mottagande. Filmen blev en längre version än den Egalias highshool som Thyberg producerade redan 2010.
År 2016 gjordes kortfilmen Hingsten. Här kretsade historien kring relationen mellan en tonårig hästtjej och dennas medelålders lärare.

### Pleasure gånger två
Ninja Thyberg intresserade sig redan som sextonåring för ämnet pornografi, inledningsvis som övertygad antiporraktivist och demonstrant mot porren i allmänhet och porrbranschen i synnerhet. Dessa aktiviteter ledde till ett djupnande intresse för strukturerna inom sexbranschen, vilket i sin tur banade väg för studier i genusvetenskap och ett antal olika filmutbildningar (se ovan). Valet att bli filmskapare kom efter att ha sett Pedro Almodóvars Dålig uppfostran (2004), där Gael García Bernals rollfigur sexualiseras så som kvinnor traditionellt görs i samhället. Detta väckte ett intresse för att ta reda på hur den manliga blicken fungerar och hur ett samhälle med en omvänd eller mer utjämnad blick skulle kunna te sig. Hon blev intresserad både av filmen som fenomen – hur den påverkar allas kollektiva identitet – och för pornografins roll i det fördolda.
År 2009 skrev Thyberg in sig på filmlinjen vid Fridhems folkhögskola, och ungefär samtidigt började hon intressera sig för feministisk pornografi. Samma år hade Mia Engberg premiär med sin feministiska porrfilmsantologi Dirty Diaries.
Redan i Thybergs första egna kortfilm, 2009/2010 års Våt, utforskade hon det pornografiska uttrycket på film. Våt har beskrivits som "fruktpornografisk" och har sagts visa fram Thybergs oförvägenhet, originalitet och humor. I den 3 1/2 minuter långa filmen visas bland annat vätskor på anonyma människokroppar och  en kvinna som simulerar onani med fingrarna i en vattenmelon.
Därefter återkom hon till ämnet pornografi på 2013 års Pleasure, där filmidén spånades fram under filmstudierna på Broby grafiska 2011–2012. Filmen handlar om en krävande porrfilmsinspelning och baserades på en mängd andrahandsuppgifter i olika texter om förhållandena inom branschen. Vid Filmfestivalen i Cannes 2013 var Pleasure den enda svenska film att visas vid festivalen; den visades i kritikerveckans kortfilmssektion och vann på festivalen Canal+ Award. På grund av filmen och dess innehåll fick Thyberg dock motta mordhot.
År 2021 långfilmsdebuterade hon med en vidareutvecklad långfilmsversion av Pleasure, där en ung svensk flicka reser sig till Kalifornien i akt och mening att bli den nya porrstjärnan. Filmen (som hade arbetsnamnet "Jessica") var ett resultat av ett antal års djupare studier av inte minst den amerikanska porrfilmsbransch som länge varit koncentrerad till södra Kalifornien. Via ett antal resor till området, och genom olika kontakter, gavs hon möjlighet att få studera olika filmproduktioner inifrån, något som gav nya insikter om produktionsförhållandena och en fördjupad förståelse av orsakerna till pornografins utseende. Hon såg denna som en skruvad variant av hur det är att vara kvinna – det andra könet – och ville använda porrbranschen som en metafor för könsrollerna i samhället i stort. Thyberg anser att porren är intressant eftersom den så brutalt visar upp skuggsidorna i kulturen, med tabun, hemliga önskningar, fördomar och stereotyper.
Thybergs inledande ambition med en blandning av skådespelare till de olika rollerna övergavs till slut, när regissören blev övertygad om att genuina porrskådespelare också bättre kunde ge den äkthet i uttrycket som Thyberg var ute efter. Den kvinnliga huvudrollen som Linnéa – med artistnamnet "Bella Cherry" – besattes dock av skådespelardebutanten Sofia Kappel. Hon lämnade ut en stor del av sin privata personlighet till sin rollgestaltning som Linnéa/Bella.
Även om andra filmare (som i Paul Thomas Anderssons Boogie Nights och Lukas Moodyssons Ett hål i mitt hjärta) tidigare gjort filmer om porrbranschen, var Thyberg här ute på delvis obanad mark. Hon hade ambitionen att vända den manliga blicken och låta ersätta den med en kvinnlig dito. De sexuella handlingarna i filmen är dock bara antydda och aldrig genomförda, och ett av målen med filmen var att distansera sig från den pornografiska känslan.
Långfilmen Pleasure valdes ut som officiellt tävlingsbidrag till Filmfestivalen i Cannes, även om själva festivalen blev inställd på grund av coronapandemin. Den beskrevs av festivalchefen Thierry Frémaux som "väldigt samtida, kraftfull och oroande". Filmen fick så småningom sin slutliga biopremiär på Sundance Film Festival i februari 2021, efter att även ha visats digitalt på Göteborgs internationella filmfestival några veckor tidigare och där belönats med FIPRESCI-priset. Den lanserades till allmän biodistribution under hösten samma år. För filmen nominerades Thyberg, inför 2022 års Guldbaggegala, till Guldbaggen för Bästa regi.

### Övriga filmer
I augusti 2021 meddelades det att Ninja Thyberg är aktuell som regissör för en nyinspelning av 1987 års Häxorna i Eastwick. Avtalet med Warner Bros. var då nyligen underskrivet, och Thyberg har påbörjat manusskrivandet. Information om rollbesättning och planerad inspelningstart saknas än så länge.

## Filmografi
Nedanstående filmer är alla regisserade av Ninja Thyberg. Dessutom har hon producerat och fungerat i andra roller i många av dem.
- 2009[18]/2010 – Våt (kortfilm, engelsk titel: Wet[33])
- 2010 – Vi två (kortfilm)
- 2010 – Egalias highschool (kortfilm)
- 2011 – R.O.V. (kortfilm, Red Ride)
- 2011 – Mamma pappa barn (kortfilm, Mother Father Child)
- 2012 – Afro (kortfilm, Afro)
- 2013 – Pleasure (kortfilm, Pleasure)
- 2014 – Hot Chicks (kortfilm, Hot Chicks)
- 2015 – Catwalk (kortfilm, Catwalk)
- 2015 – The Kill (GoKinema; kortfilm)
- 2015 – Girls & Boys (kortfilm, Girls & Boys)
- 2016 – Hingsten (kortfilm, Stallion)
- 2021 – Pleasure (långfilm)